# Le Petit Archimède
Le Petit Archimède était une revue française consacrée aux récréations mathématiques publié par l'ADCS (« Association pour le développement de la culture scientifique ») à Amiens, entre 1972 et 1985. Le Petit Archimède n'existe plus, mais d'autres publications ont repris le flambeau, comme le magazine Tangente ou Les Héritiers d'Archimède.
Successeur d'une revue de mathématiques des années 1950, Le Facteur X, cette revue de trente à quarante pages simplement agrafées comportait le plus souvent deux ou trois articles détaillés, et une rubrique de problèmes. Très utilisée au cours des années 1970 par les enseignants des collèges en France, elle complétait heureusement le cursus imposé par les mathématiques modernes grâce à une multitude d'anecdotes et de thèmes abordés, présentés sous forme de jeux mathématiques : cryptarithmes, numération et applications du codage binaire, calendrier perpétuel, codes secrets, dénombrements, carrés magiques et plus généralement problèmes de placement de nombres sur une grille, problèmes d'arithmétique et de géométrie. En fait, l'analyse était la grande absente de ce journal, ce qui d'ailleurs en rendait la lecture accessible aux plus jeunes.